# Limnomys bryophilus
Limnomys bryophilus — вид гризунів родини Мишевих.

## Опис
Загальна довжина 266-294 мм; хвіст 157-180 мм; задня ступня 30-34 мм; вуха 20-24 мм; вага 54-80 гр. Це приваблива миша з великими очима і вухами. Хвіст довший, ніж довжина голови й тіла, темно-коричневий у більшій частині своєї довжини, але, як правило, кінчик хвоста білий. Шерсть довга, густа, м'яка; сірувато-коричнева з жовтими деталями зверху, і блідо-сірувато-біла на нижніх частинах тіла. Є, як правило,  бурштинове хутро знизу шиї. Limnomys sibuanus має майже чисто біле хутро на животі, і не має смуги бурштинового кольору знизу шиї.

## Проживання
Цей вид відомий з високих відміток хребта Кітанглад в провінції Букіднон, Мінданао (Філіппіни). Цілком імовірно, що вид буде знайдений на інших високих піках центрального Мінданао. Мешкає в первинних мохових гірських лісах від 2500 до 2800 м.

## Звички
Веде нічний спосіб життя, харчуються на землі членистоногими, хробаками, фруктами та насінням. Хоча оснащений трьома парами молочних залоз самиці народжують приблизно раз на рік, невелику кількість дитинчат, зазвичай, один або два.

## Загрози та охорона
Місце проживання цього виду не перебуває під загрозою. Зустрічається в Природному Парку Гора Кітанглад.